# Enisei
Sông Yenisei (tiếng Nga: Енисе́й, Yeniséy; tiếng Mông Cổ: Енисей мөрөн, Yenisei mörön; tiếng Buryat: Горлог мүрэн, Gorlog müren; tiếng Tuva: Улуг-Хем, Uluğ-Hem; tiếng Khakas: Ким суғ, Kim suğ) là một trong những hệ thống sông lớn nhất đổ ra Bắc Băng Dương, với chiều dài 3487 km thì nó là con sông dài thứ 5 trên thế giới. Hệ thống sông này có diện tích lưu vực và chiều dài nhỏ hơn của hệ thống Mississippi-Missouri tại Hoa Kỳ nhưng lưu lượng nước trung bình thì cao hơn gấp 1,5 lần. Bắt nguồn từ Mông Cổ, nó chảy theo hướng bắc để đổ ra biển Kara, tưới tiêu cho một phần rộng lớn của Trung Siberia, dòng chảy dài nhất là Enisei-Angara-Selenga-Ider.
Ở thượng nguồn, với nhiều thác ghềnh, sông này chảy qua những vùng dân cư thưa thớt. Ở trung lưu, hệ thống sông này bị kiểm soát bằng một loạt đập thủy điện lớn của Nga. Chảy theo những cánh rừng taiga dân cư thưa thớt, sông Enisei tiếp nhận nước từ một loạt các sông nhánh và cuối cùng đổ ra biển Kara trong một vùng đài nguyên hoang vu, bị đóng băng trong khoảng trên 6 tháng mỗi năm.
Trong thời kỳ băng hà, hành trình tới Bắc cực bị băng ngăn chặn lại. Mặc dù các chi tiết chính xác là chưa rõ ràng, nhưng một số học giả cho rằng khi đó sông Enisei cũng như sông Obi đã chảy vào một hồ lớn chiếm phần lớn phần miền tây Siberi, và cuối cùng đổ ra biển Đen. (Xem bài Hồ sông băng Tây Siberi trong giai đoạn đầu của sự đóng băng Weichsel)

## Dòng chảy

### Thượng nguồn

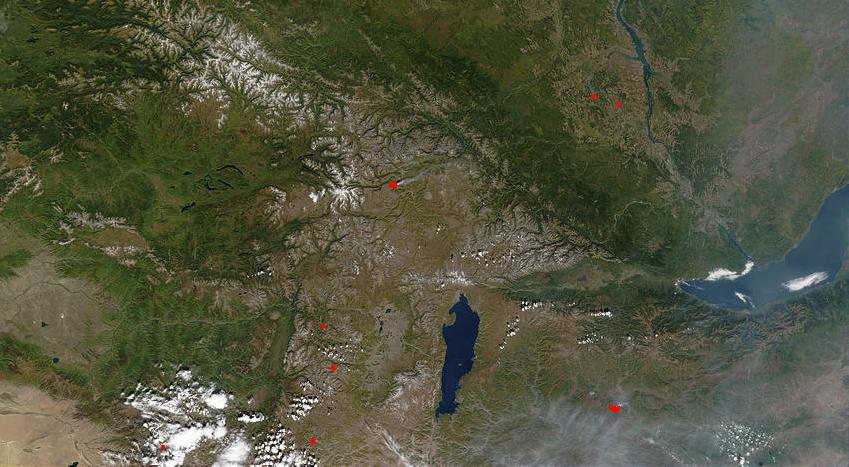
Hình ảnh từ vệ tinh này rộng 800 km. Khu vực màu xanh lục về phía trên mé trái, chứa vài hồ nhỏ và có ranh giới bởi các đỉnh núi đầy băng tuyết của dãy núi Sayan Đông ở phía bắc, là đầu nguồn của Bolshoi Yenisei (Yenisei Lớn) ở Tuva. Thung lũng Darhat khô cằn ở phía tây hồ Khövsgöl ở trung tâm của hình là nguồn của Malyy Yenisei (Yenisei Nhỏ). Hai nhánh sông này chảy tới chỗ hợp lưu tại Kyzyl ở mé trái của hình.
Hồ Baikal ở bên phải hình và sông Angara chảy theo hướng bắc từ Irkutsk có thể thấy rõ. Nó được mở rộng do đập nước tại Bratsk 200 km xa hơn nữa về phía bắc. Sông Selenga, đầu nguồn của nó bao gồm hồ Khövsgöl, chảy vào hồ Baikal trong châu thổ ở rìa của hình. Sông Lena có đầu nguồn ở mé trên bên phải của hình.

Sông Yenisei phát nguồn từ hai nhánh chính là: Bolshoi Yenisei (Yenisei Lớn) hay còn gọi là Bii-Khem (Бии-Хем) phát sinh từ khu vực Tuva bên hông chữ S của dãy núi Sayan phía đông và phía bắc của dãy núi Tannu-Ola tại tọa độ 52°20′B 97°30′Đ / 52,333°B 97,5°Đ; và Malyy Yenisei (Yenisei Nhỏ) hay còn gọi là Kaa-Khem (Каа-Хем) phát sinh từ Thung lũng Darkhad tại Mông Cổ. Nghiên cứu gần đây chỉ ra rằng lối chảy hẹp tại Thung lũng Darkhad thường xuyên bị chặn lại bởi băng, sinh ra một hồ lớn như hồ Khövsgöl cận kề. Khi các sông băng rút lui (lần gần đây nhất là khoảng 9300 năm TCN) thì có thể có tới 500 km³ nước được giải phóng ra, và có thể đó sẽ là thảm họa.
Hai nhánh chính này chảy về phía tây để hợp lưu tại Kyzyl, và gặp gỡ với sông Khemchik chảy theo hướng đông thông qua một hẻm núi ở dãy núi Sayan Tây. Tại đây có đập Sayano-Shushenskaya cao 242 m của nhà máy thủy điện lớn nhất Nga, hoàn thành năm 1989 với công suất 6.400 MW phục vụ cho sản xuất nhôm. Nó cao hơn một chút (khoảng 10%) và gần 3 lần dài hơn đập Hoover ở Hoa Kỳ. Có một đập cao 30m tại Mayna, 25 km xuôi theo dòng chảy từ Kyzyl. Tại đây Yenisei thoát ra khỏi khu vực núi để chảy trong khu vực thảo nguyên. Đoạn này dài chừng 700 km.
Khoảng 120 km xuôi theo dòng chảy nữa thì sông Yenisei được mở rộng ra do tiếp nhận nước từ sông Abakan và chảy qua Abakan - thủ phủ của khu vực Khakassia - trên bờ tây và Minusinsk trên bờ đông. Nó chảy gần ngang qua sông Chulym - sông nhánh của Obi - trong phạm vi 10 km trước khi chảy tới Krasnoyarsk cách đó 300 km. Thành phố này là lớn nhất dọc theo sông Yenisei. Krasnoyarsk cũng là một cảng lớn. Chỉ ngay phía trên Krasnoyarsk là đập thủy điện Krasnoyarsk.
Thành phố bí mật Zheleznogorsk, 70 km xuôi theo dòng chảy từ Krasnoyarsk, là nơi thử nghiệm vũ khí hạt nhân bí mật của Liên Xô và không thể hiện trên phần lớn các bản đồ. Tình trạng chính xác của các loại rác thải hạt nhân là không rõ, nhưng một số nguồn thải ra vẫn tiếp tục gây ô nhiễm sông Yenisei. Xa hơn nữa khoảng 200 km xuôi dòng là nơi hợp lưu với sông Angara (đoạn cuối cùng của nó gọi là Verkhnyaya Tunguska).

### Hồ Baikal
Đoạn thượng nguồn dài 320 km (một phần có thể thích hợp cho tàu bè qua lại) của sông Angara nối vào phần phía bắc của hồ Baikal từ Cộng hòa Buryat nhưng dòng vào lớn nhất là từ sông Selenga, tạo thành một vùng đồng bằng châu thổ ở phía đông nam. Các sông nhánh dài nhất của nó phát nguồn từ sườn dốc phía đông của dãy núi Khangai ở miền trung Mông Cổ. Một sông nhánh khác, Tuul chảy qua thủ đô của Mông Cổ, thành phố Ulan Bator trong khi sông Egiin Gol lấy nước từ hồ Khövsgöl.

### Sông Angara

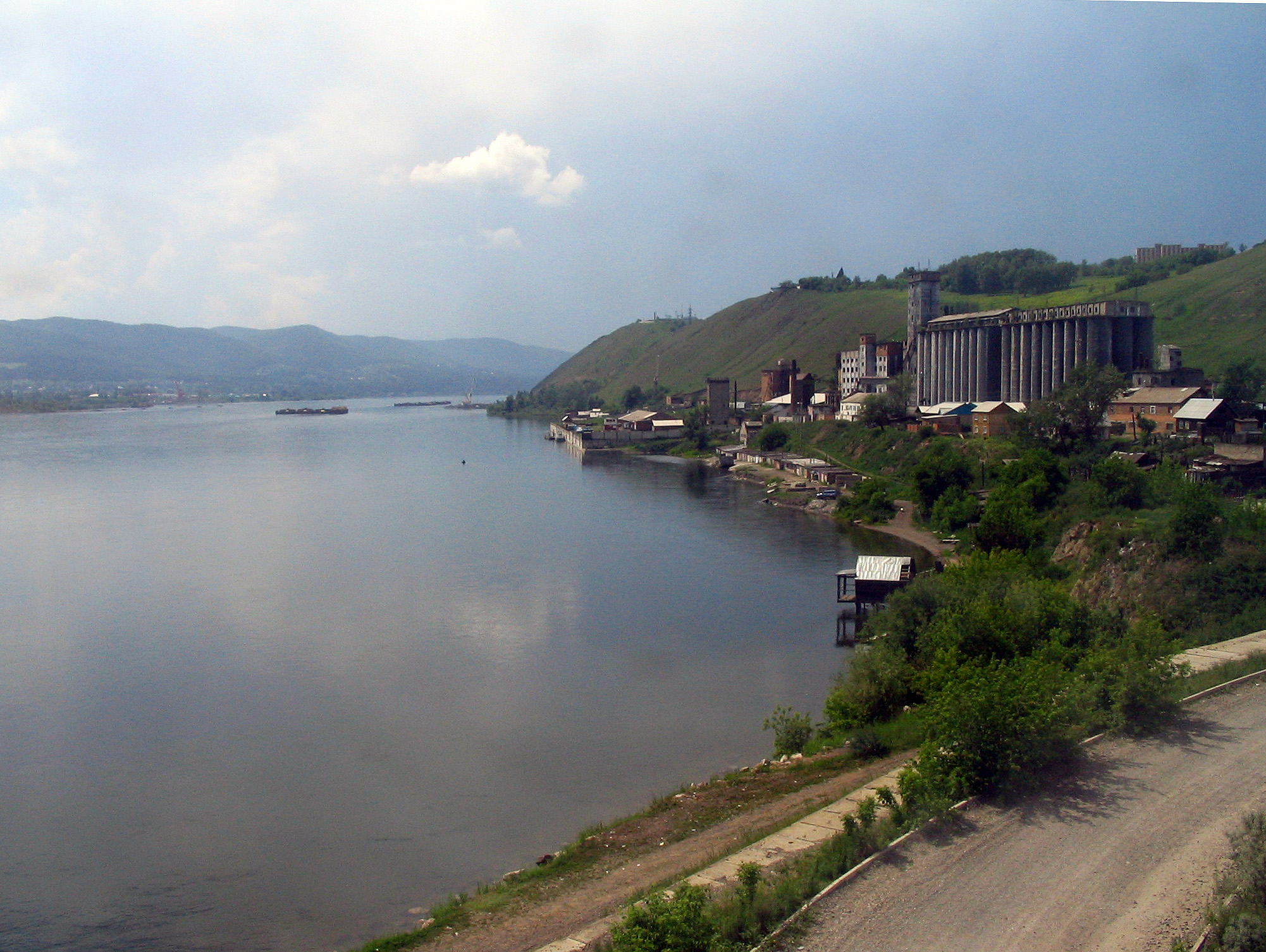
Sông Yenisei, nhìn từ đường sắt xuyên Siberi gần Krasnoyarsk.

Sông Angara (Ангара) lấy nước từ hồ Baikal và chảy trên khoảng cách dài gần 1.800 km từ thủ phủ của tỉnh Irkutsk là thành phố cùng tên tới chỗ hợp lưu với sông Yenisei tại Strelka (58°06′04″B 92°59′53″Đ / 58,101°B 92,998°Đ). Nó bị ngăn bằng 4 đập nước để phát điện. Đập thủy điện cao 44 m tại Irkutsk sản sinh ra công suất 650 MW. Bratsk nằm cách đó 500 km xuôi theo dòng chảy, tại đây một con đập cao 124 m, xây dựng trong thập niên 1960 của nhà máy thủy điện Bratsk sản sinh công suất 4.500 MW. Hồ chứa nước nhân tạo được tạo ra do ngăn sông bởi con đập này còn được gọi là Hồ Rồng do bề ngoài của nó. Các sông nhánh của nó là sông Oka và Iya, phát sinh từ sườn phía bắc của dãy núi Sayan Đông, tạo ra 'miệng' và 400 km của sông Angara tạo thành 'đuôi'. Còn có các đập ngăn nước mới gần to lớn như vậy tại Ust-Ilimsk 250 km xuôi dòng (cũng ngăn sông nhánh Ilim) và tại Boguchany xa hơn nữa khoảng 400 km xuôi dòng (chưa hoạt động). Các đập nước khác cũng đã được lên kế hoạch nhưng các hậu quả môi trường của sông Angara khi bị chế ngự hoàn toàn đã dẫn tới phản đối và điều đó có thể ngăn cản việc cấp vốn tiếp theo.
Angarsk, trung tâm của vùng công nghiệp dầu khí Đông Siberi đang trải rộng và là nơi có nhà máy lọc dầu khổng lồ do Yukos sở hữu, nằm cách Irkutsk 50 km theo xuôi dòng. Đường ống chính dẫn dầu về phía tây, và một đường ống mới đang được xây dựng để chở dầu về phía đông nhằm cung cấp cho Nhật Bản, thông qua cảng Nakhodka. Tiềm năng chính xác của Đông Siberi là không rõ, nhưng hai mỏ dầu lớn mới là Kovyktinskoye gần Zhigalovo 200 km về phía bắc Irkutsk và mỏ Verkhnechonskoye ở khu vực cực kỳ hoang vắng, 500 km về phía bắc Irkutsk trên cao nguyên Trung Sibir.

### Hạ lưu
Sông Kaz Lớn nối với Yenisei 300 km xuôi theo dòng chảy tính từ Strelka. Nó đáng chú ý vì sự kết nối với Obi thông qua kênh đào Obi-Yenisei và sông Ket. Lòng sông bắt đầu mở rộng ra với nhiều hòn đảo trên sông và hàng loạt các sông nhánh làm tăng lưu lượng dòng chảy của nó, cụ thể là sông Podkamennaya Tunguska dài 1.865 km, và sông Nizhnyaya Tunguska dài 2.989 km tại Turukhansk tưới tiêu cho khu vực cao nguyên Trung Siberi hoang vu từ phía đông. Khu vực hoang vắng Tunguska đáng chú ý vì va chạm thiên thạch năm 1908, hiện nay được sử dụng trong khai thác dầu khí. Qua khỏi Turukhansk, sông Yenisei chảy vào vùng đài nguyên.
Sông Yenisei bị đóng băng trên 6 tháng mỗi năm, và các tảng băng không bị kiềm chế có thể ngăn cản lòng sông gây ra ngập lụt lớn. Các loại thuốc nổ được sử dụng để duy trì dòng chảy của nước. Thị trấn cuối cùng là Dudinka, được nối với Krasnoyarsk bằng tàu khách. Lòng sông mở rộng tới 50 km tại khu vực cửa sông trong 250 km cuối cùng và đường thủy dành cho tàu bè được duy trì nhờ tàu phá băng.

## Giao thông thủy
Đoàn người đầu tiên có thể đi lại trên toàn bộ chiều dài sông Yenisei, bao gồm cả các sông nhánh hung dữ trên thượng nguồn tại Mông Cổ, là nhóm người Australia-Canada, chuyến đi hoàn thành vào tháng 9 năm 2001. Ben Kozel, Tim Cope, Colin Angus và Remy Quinter là những người trong đoàn này. Cả Kozel và Angus đã viết các cuốn sách miêu tả chi tiết cuộc thám hiểm này, và phim tài liệu đã được sản xuất cho National Geographic Television.

## Cư dân bản địa
Các bộ lạc du cư cổ đại như người Ket và người Yugh đã sống dọc theo hai bờ sông này. Người Ket, với số lượng khoảng 1.000, là những người còn sống sót tới ngày nay trong số các dân tộc ban đầu sống trong khu vực trung nam Siberi gần hai bờ sông Yenisei. Các họ hàng đã tuyệt chủng của họ bao gồm người Kott, người Assan, người Arin, người Baikot, người Pumpokol- những bộ lạc sống xa hơn về phía nam nơi thượng nguồn con sông. Người Ket ngày nay sống tại các khu vực giữa phía đông sông trước khi bị đồng hóa về mặt chính trị vào Nga trong thế kỷ 17-19.